# Эшби, Иан
Иан Эшби (англ. Ian Ashbee; 6 сентября 1976, Бирмингем) — английский футболист, полузащитник «Халл Сити».

## Карьера
Иан Эшби начал карьеру в клубе «Дерби Каунти», затем он выступал за исландский клуб «Троуттюр» из Рейкьявика, а с 1996 года по 2002 выступал за «Кэмбридж Юнайтед». В июне 2002 года он подписал контракт с клубом «Халл Сити». В первом же матче за новый клуб Эшби был удалён с поля, однако несмотря на обескураживающий дебют, скоро Эшби стал лидером и капитаном «Халл Сити». В сезоне 2005/06 Эшби получил тяжелую травму межпозвоночных дисков в бедре, но когда вернулся был тепло встречен поклонниками команды, которые тепло приветствовали возвращение капитана. В следующем сезоне, однако Эшби получил солидную долю критики от фанатов «Халла», когда клуб занял место, лишь на две позиции выше «зоны вылета». Но уже в следующем сезоне Эшби вновь вернул доверие поклонников «тигров», когда клуб наконец вышел в Премьер-Лигу, так Эшби оказался одним из 4-х футболистов, которые прошли 4 дивизиона английского футбола.
В январе 2011 перешёл в «Престон Норт Энд».